# 近鉄3220系電車
近鉄3220系電車（きんてつ3220けいでんしゃ）は、近畿日本鉄道（近鉄）の保有する一般車両（通勤形電車）。電算記号はKL（20番台）である。

## 概要
「人に優しい、地球に優しい」と「コストダウン」をモットーにして造られた次世代の一般型車両「シリーズ21」の第一陣として、2000年3月に登場した。
3200系をベースに車体や走行機器を見直した増備車として6両編成3本（18両）が製造され、京都市営地下鉄烏丸線乗り入れ対応車となっている。また、京都市営地下鉄直通対応車輌の中では初の音声合成による自動放送装置が採用された。連結は行わないため電気連結器は付いていない。

## 車体

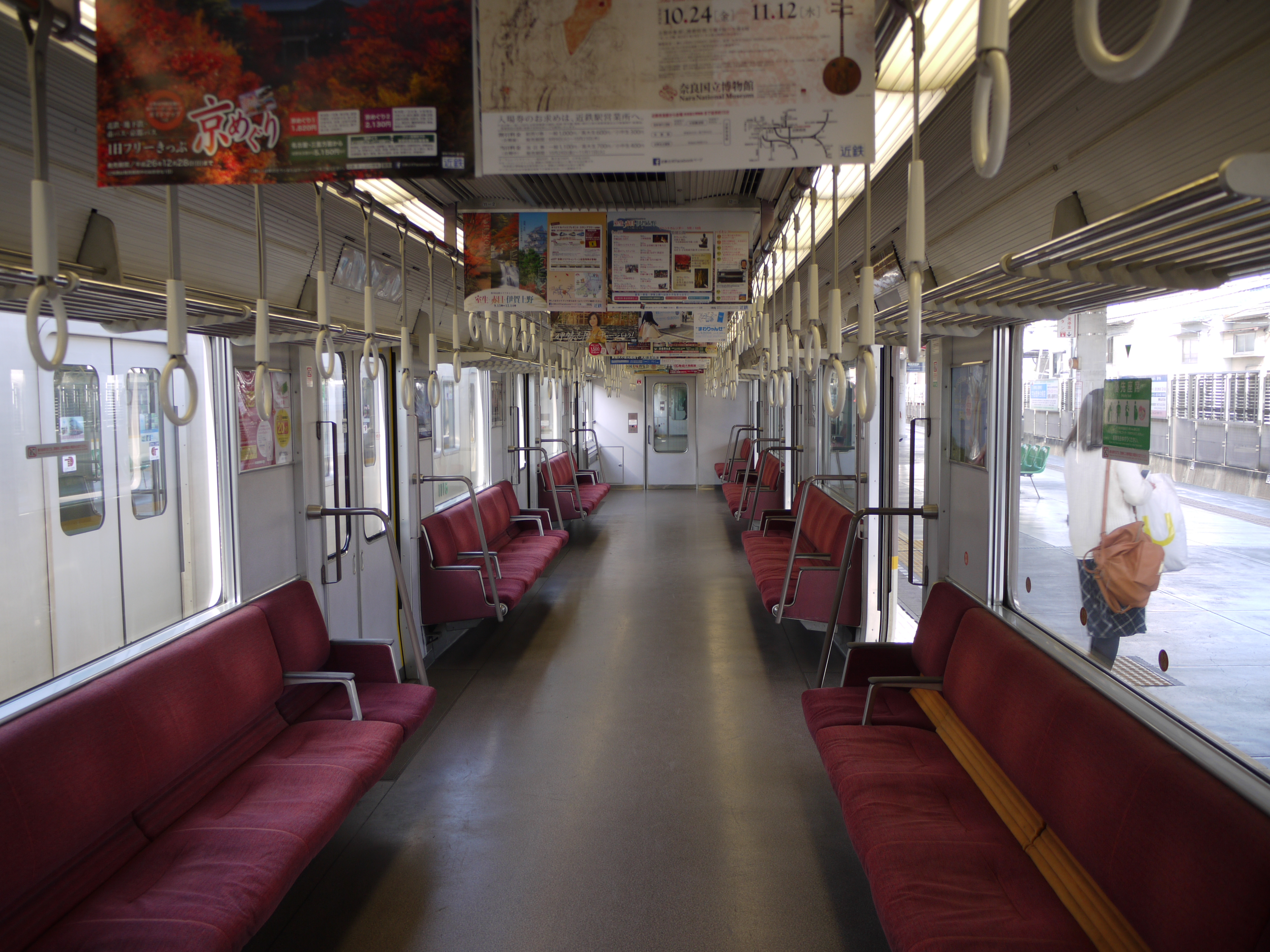
車内

塗装は車体上部をアースブラウン、車体下部をクリスタルホワイトに配色し、そしてサンフラワーイエローの帯を巻いている。前面は左右非対称のデザインとなり、車体上部を若干傾斜させた「く」の字型の断面で、地下鉄線走行を考慮して前面には助手席側にオフセットされた非常用の貫通扉と、電気連結器が備わっていない密着連結器を装備する。先頭部の車両番号標記は3200系に準拠して運転席の窓の右下に記されている。
京都市営地下鉄直通仕様であることから、全長は近鉄標準の20720mmよりもわずかに短い20500mmとされている（連結器の長さが近鉄特急車両と同じ）。

## 主要機器・性能
制御装置は一般車では初のIGBT素子 (3300V/1200A) のVVVFインバータ制御装置が採用され、3220系では全編成が日立製作所製である。主電動機はフレームレス構造を採用した三菱電機製MB-5085-A（185kW×4）、制動装置は電気指令式ブレーキのKEBS-21を採用するが、ブレーキ読み替え装置が搭載されていない関係上、他形式との連結は不可能である。台車はボルスタレス式のKD-311形を装着。集電装置はモ3220形に2基、モ3620形とモ3820形は奈良・橿原寄りに1基ずつ搭載し、2021年5月23日現在では全編成が下枠交差式を搭載するが、新造時の3221Fはシングルアーム式を搭載していた。冷房装置はCU-704形（21,000kcal）が1両あたり2台設置している。性能面では、営業最高速度105km/hを確保している。

## 配置
2019年4月現在、3編成18両が西大寺検車区に配置されている。

## 運用
運用は3200系と共通で増解結のない列車に限られた運用が組まれており、主に京都線系統（京都駅 - 近鉄奈良駅・橿原神宮前駅）と地下鉄烏丸線で運行されるが、両系列合わせて車両数に余裕があるため近鉄線内で完結する運用や、乗り入れ費用の兼ね合いにより地下鉄烏丸線内の区間列車にも運用される（その場合は京都線直通列車と違い、列車種別表示幕を無表示にして運行される）。この他にも検査入場時や試運転時には大阪線、大阪難波駅での折り返しのため電留線のある阪神なんば線桜川駅まで走行する。阪神線に対応した保安装置が搭載されていないため、桜川駅以西へは入線できない。
主な運転区間と種別
- 京都市営地下鉄烏丸線
- 京都線 - 急行・準急・普通
- 橿原線・天理線 - 急行
- 難波線・奈良線 - 急行・区間準急・普通

補足
- 京都線は京都駅 - 竹田駅を含む。近鉄宮津駅以北に限り6両編成運転の準急・普通列車でも運用。
- 奈良線では、6両編成運転に限り大阪難波駅折り返しの急行・準急・区間準急・普通に使われることがある。

地下鉄対応車両としては珍しく山岳トンネル（奈良線・新生駒トンネル、新向谷トンネル）を走行する。

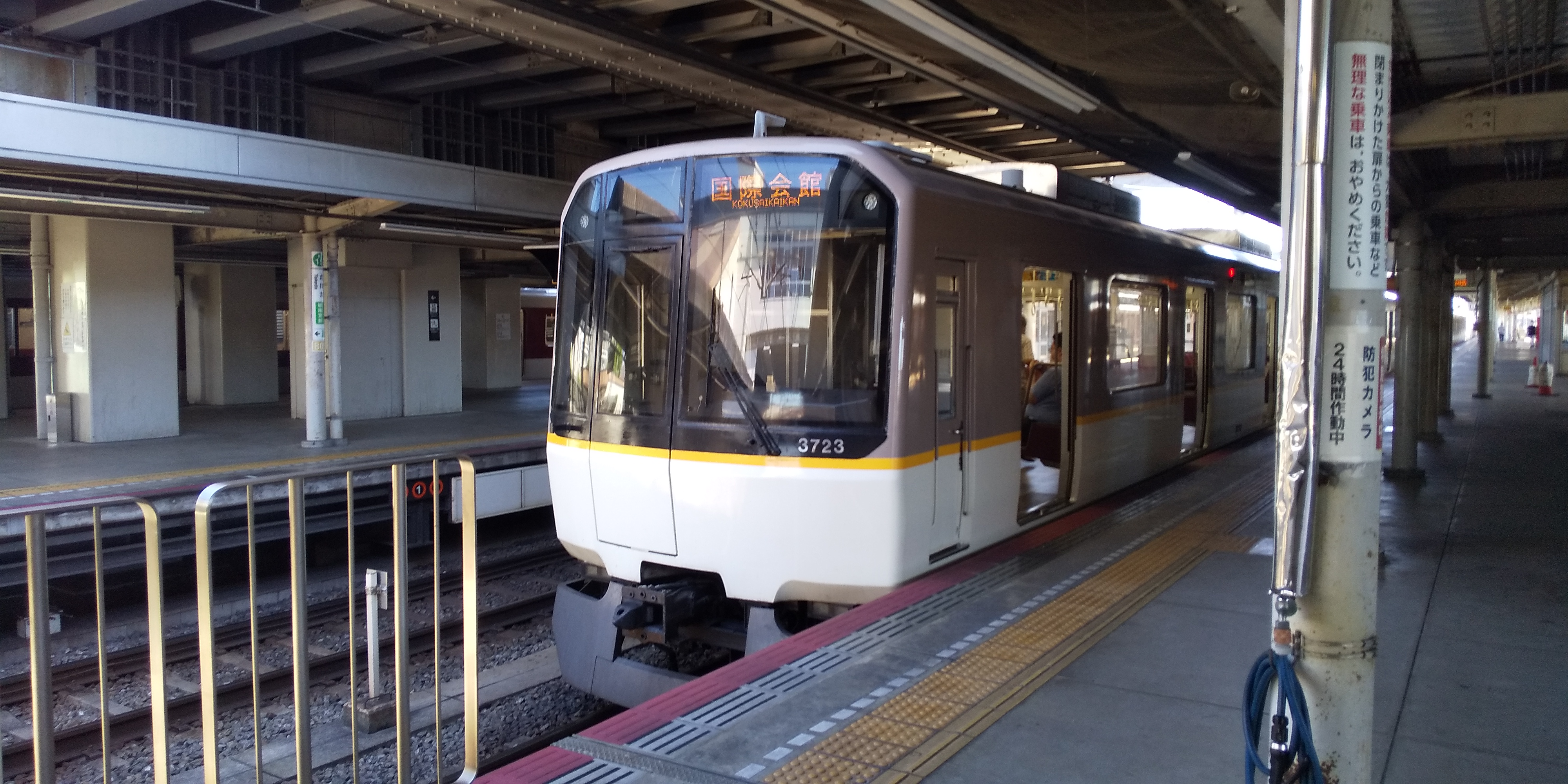
京都市営地下鉄烏丸線国際会館行き普通（地下鉄区間内列車）3223F
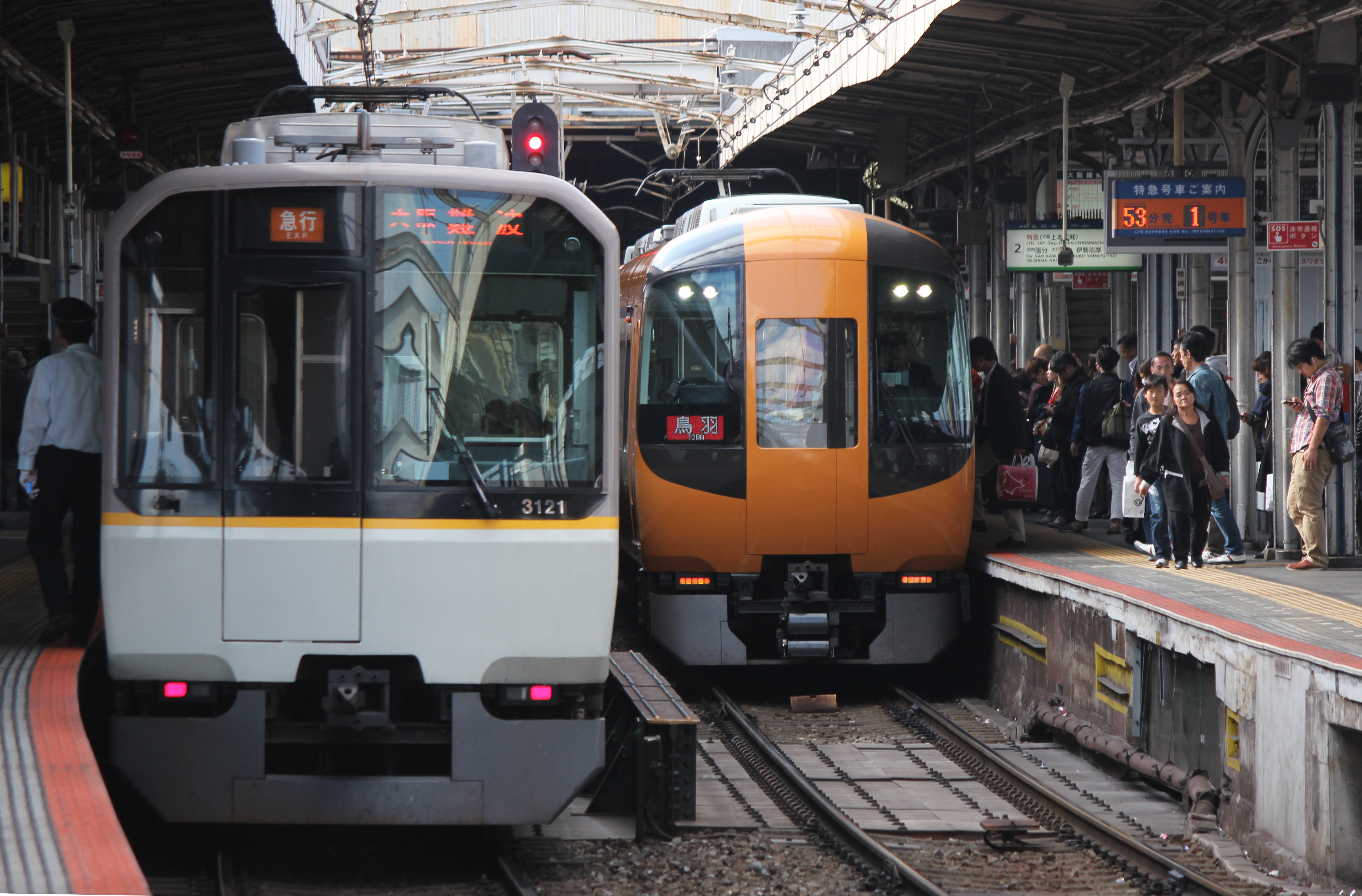
奈良線大阪難波行き急行（難波線直通）3221F（KL21）

## 編成
|        | ← 大阪難波・京都・国際会館近鉄奈良・天理・橿原神宮前 → |             |             |             |             |             |             |             |
| 系列名 | 編成名                                                 | 電算名      | Tc ク3720   | M モ3820    | M モ3620    | T サ3520    | M モ3220    | Tc ク3120   |
| 3220系 | 3221F - 3223F                                          | KL21 - KL23 | 3721 - 3723 | 3821 - 3823 | 3621 - 3623 | 3521 - 3523 | 3221 - 3223 | 3121 - 3123 |

## 特別塗装・ラッピング広告

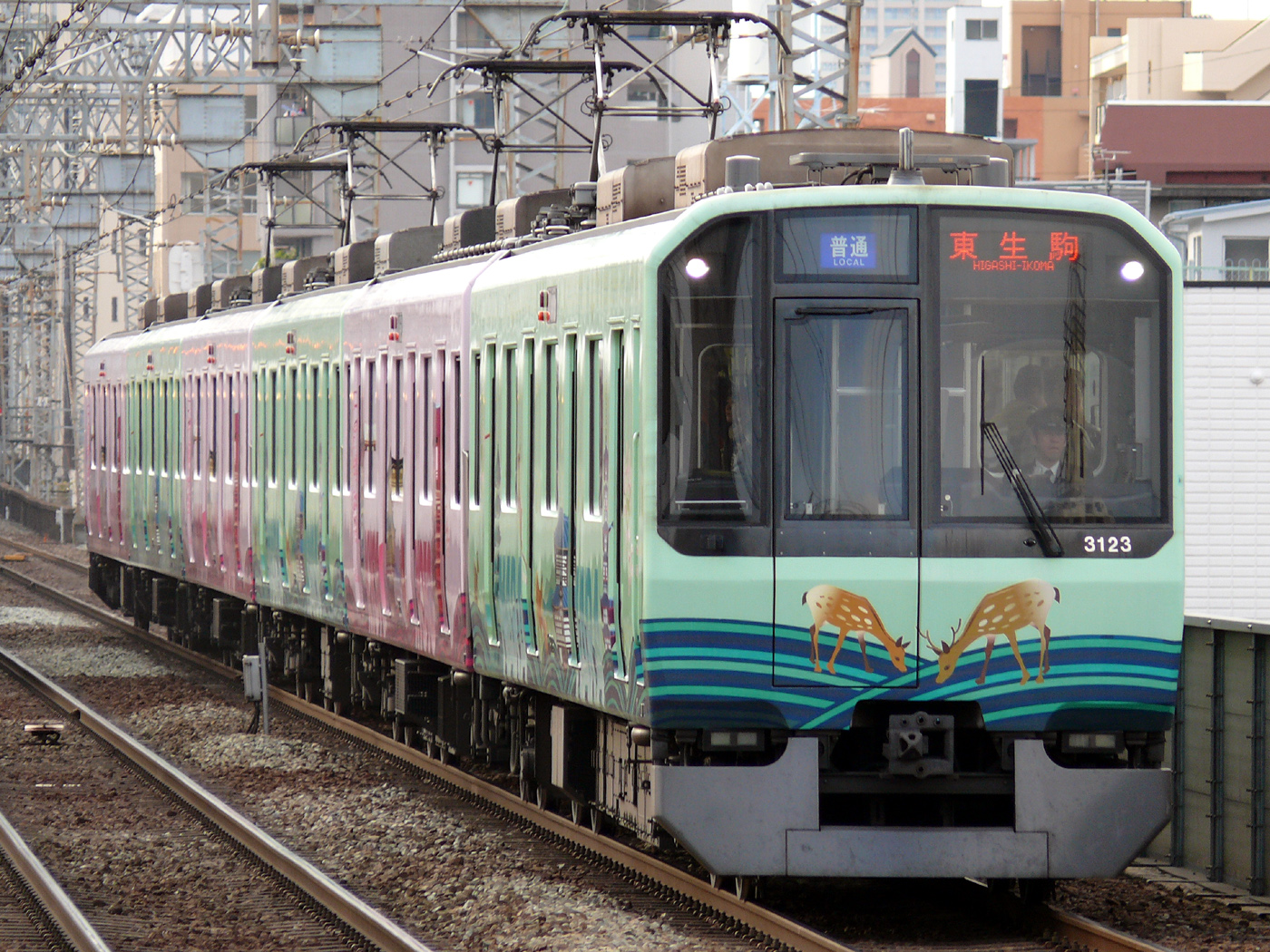
3220系3223F（KL23）

- 3221F：橿原神宮鎮座120年記念大祭（2010年2月 - 2011年9月）
- 3222F：KYOTO-NARA（新造時 - 2011年4月[1][6]）
- 3223F：KYOTO-NARA（新造時 - 2011年7月[1][7]）
  - 3222F・3223Fのラッピング装飾は京都市営地下鉄烏丸線から近鉄奈良駅までの直通急行の運転開始を記念し、京都・奈良への観光客誘致を兼ねて登場したもので、ク3720形・モ3620形・モ3220形にはピンク色の下地に「KYOTO」の文字と、京都に関係のある絵（金閣、清水の舞台、舞妓、祇園祭など）が入り、モ3820形・サ3520形・ク3120形には薄緑色の下地に「NARA」の文字と奈良に関する絵（東大寺大仏殿、薬師寺、奈良公園の鹿など）が入っていた。